# هيروكي شيبويا
هيروكي شيبويا (باليابانية: 渋谷 洋樹) (مواليد 30 نوفمبر 1966)، هو لاعب كرة قدم ياباني سابق كان يلعب كمدافع.

## وصلات خارجية
- هيروكي شيبويا على موقع قاعدة بيانات كرة القدم.إي يو (الإنجليزية)
- هيروكي شيبويا على موقع Soccerway.com (الإنجليزية)
- هيروكي شيبويا على موقع عالم كرة القدم.نت (الإنجليزية)

- J.League Data Site (باليابانية)